# Davidovo (Gevgelija)
Davidovo (macedónul: Давидово) település Észak-Macedóniában, a Délkeleti körzet Gevgelijai járásában.

## Népesség
| Lakosok száma | 362  | 332  | 378  | 419  | 403  | 359  | 364  | 373  | 302  |
|               | 1948 | 1953 | 1961 | 1971 | 1981 | 1991 | 1994 | 2002 | 2021 |

2002-ben 373 lakosa volt, akik közül 370 macedón, 1 szerb és 2 egyéb nemzetiségű.